# Ганджи Помир
Плато Ганджи Помир (до 31 июля 2023 года — Памирское фирновое плато) — высокогорное плато в бассейне ледника Фаридуншох (Фортамбек) на Северо-Западном Памире.
С юга плато Ганджи Помир ограничено водоразделом хребта Петра I, вдоль которого плато простирается на 11 км с запада на восток от пика Абалакова (6446) до пика Исмоила Сомони (ранее — пик Коммунизма; 7495). Ширина плато увеличивается с запада на восток от 600 метров до 1400 метров. Максимальную ширину до 2000 метров плато имеет на долготе пиков Борбада (быв. Кирова, 6372) и Куйбышева (6189). Площадь выровненной поверхности плато около 16 км². Высота плато понижается с запада на восток от 5730 (у склона пика Абалакова) до 5500 в его центре (в районе ледника Трамплинного), а затем снова повышается до 6000 м (под склоном пика Хохлова).
Вдоль границы плато расположены пики Абалакова (6446), Ленинград (6507), Крошка (5854), Куйбышева (6189), Душанбе (6985), Исмоила Сомони (7495), Хохлова (6685) и Борбада (6372).
Накопленный на плато лёд питает ледник Трамплинный (приток ледника Фортамбек), а также сбрасывается на ледник Фортамбек с ледосбросов, которые имеются западнее ледника Трамплинного и в районе ребра Буревестник, как с запада, так и с востока от него.